# Commission sur la sécurité et la coopération en Europe
La Commission sur la sécurité et la coopération en Europe (CSCE), aussi connue sous le nom de Commission américaine d'Helsinki (« U.S. Helsinki Commission »), est une agence indépendante créée en 1976 par le Congrès des États-Unis, à l'initiative de Millicent Fenwick, pour documenter et contrôler le respect des accords d'Helsinki et des autres engagements relatifs à l'Organisation pour la sécurité et la coopération en Europe.

## Historique
Le projet de loi instituant la Commission sur la sécurité et la coopération en Europe est porté par la représentante républicaine américaine Millicent Fenwick qui, un mois seulement après l'adoption de l'Acte final d'Helsinki en 1975, voit une opportunité de faire pression sur l'URSS en mettant en avant la démocratie et les droits humains parmi les pays d'Europe centrale et orientale sous domination communiste. Henry Kissinger, alors secrétaire d'État des États-Unis, est fortement opposé au texte. Il craint que cette nouvelle institution empiète sur les prérogatives de l'exécutif en matière de politique étrangère et sa vision n'est pas centrée sur la défense des droits humains. Cependant, la forte mobilisation des communautés immigrées juive et centre-est-européennes permet à la loi d'être adoptée à une large majorité par le Congrès le 3 juin 1976. La CSCE est créée en tant qu'agence indépendante du gouvernement des États-Unis, elle est aussi appelée « Commission américaine d'Helsinki » en référence aux accords du même nom.
La Commission rédige et publie des rapports, mais aussi des résolutions présentées devant le Congrès, sur le respect des droits humains et des principes démocratiques dans les pays du bloc soviétique. Elle organise également des auditions et des conférences. Elle devient un acteur majeur du soutien aux prisonniers politiques et de la dénonciation de la restriction des libertés sous la domination soviétique, ce qui déplaît à l'URSS. Ses membres font également partie des délégations américaines au sein des institutions internationales comme l'Organisation pour la sécurité et la coopération en Europe. Par exemple, la CSCE défend les droits des membres de Solidarność face au gouvernement communiste polonais, de la minorité turque sous la république populaire de Bulgarie, les signataires de la Charte 77 en Tchécoslovaquie et les personnes séparées de leur famille des deux côtés du rideau de fer.
Avec l'affaiblissement des régimes communistes, l'action de la Commission d'Helsinki évolue à partir de la fin des années 1980. Un premier voyage à Moscou impliquant deux de ses membres, Dennis DeConcini et Steny Hoyer, est organisé en 1988. Ils rencontrent des dissidents, notamment ukrainiens, et les aident à dialoguer avec les autorités soviétiques. 
Après la chute des régimes communistes en Europe, la commission travaille sur les violences et les violations des droits de l'homme durant les guerres de Yougoslavie, mais aussi sur les crimes de guerre russes durant la première puis la seconde guerre de Tchétchénie. La commission documente également les violations des droits humains en Russie, Biélorussie, en Azerbaïdjan, en Turquie, dans les pays d'Asie centrale et même en Hongrie. Ses domaines de travail s'étendent progressivement à la défense de l'État de droit, la lutte contre la corruption, la lutte contre les discriminations et pour les droits des minorités. À partir de 2014, le déclenchement de la guerre russo-ukrainienne entraîne une réponse forte de la Commission d'Helsinki, qui participe à l'imposition de sanctions contre la Russie. 
En 2021, elle publie un rapport sur les liens des États-Unis avec d'autres pays gouvernés par des régimes autoritaires (notamment la Chine) et les menaces que cela pourrait représenter pour les chaînes d'approvisionnement américaines. 

## Organisation
Dès sa création, la commission se distingue d'autres organismes officiels par l'intégration de membres des branches législative et exécutive du gouvernement. Elle se compose de sénateurs, de représentants et de membres du département du Commerce, du département d'État et du département de la Défense.
Le siège de la CSCE est situé à proximité du Capitole des États-Unis, siège du Congrès, dans le quartier de Washington regroupant les bâtiments gouvernementaux.